# WCW Saturday Night
O WCW Saturday Night foi um programa de televisão semanal, apresentado aos sábados pela World Championship Wrestling juntamente com a TBS. O programa recebeu diferentes nomes durante o seu período de exibição (1992-2000).